# Jean Kwok
Jean Kwok is de Chinees-Amerikaanse-Nederlandse bestsellerauteur van drie romans: Bijna thuis/ Girl in Translation, Dans met mij/ Mambo in Chinatown en De perfecte zus/ Searching for Sylvie Lee. Zij woont in Nederland.

## Biografie
Toen Kwok vijf jaar oud was emigreerde haar familie van Hong Kong naar Brooklyn, NY. Ze werkte een deel van haar jeugd in een kledingfabriek in Chinatown. Ze ging dankzij een studiebeurs Engelse en Amerikaanse literatuur studeren aan twee topuniversiteiten, Harvard en Columbia. 
Daarna verhuisde ze naar Nederland.

## Carrière
Jean Kwok is een internationaal bestsellerauteur. Haar werk is gepubliceerd in 20 landen en haar boeken worden over de wereld als studiemateriaal gebruikt aan scholen. Kwok is drietalig en spreekt Nederlands, Chinees en Engels, zoals blijkt uit de VPRO-documentaire die over haar is gemaakt. Zij is regelmatig ontbijtgast bij radioprogramma De Ochtend van 4 op NPO Radio 4.

#### Girl in Translation/ Bijna thuis
Kwoks debuutroman, Girl in Translation of in het Nederlands Bijna thuis, werd in mei 2010 uitgegeven. Kwok putte uit haar eigen ervaringen bij het schrijven over een uitzonderlijk slim jong meisje, dat een dubbelleven leidt omdat ze studeert aan een exclusieve privéschool en tegelijkertijd werkt in een fabriek in Chinatown.
Auteur Min Jin Lee vergeleek de roman met de bekende klassieker A Tree Grows in Brooklyn. Nicole Tsong in de Seattle Times merkte Jeans innovatieve taalgebruik, waarmee lezers de taalbarrières zelf kunnen ervaren, op. Zij schreef dat Kwok een krachtige combinatie gebruikt van gebroken Engels met een verfijnde interne monoloog, om het verhaal van de heldin te vertellen. Hannah Lee in de Philadelphia Jewish Voice merkte op, dat het boek zeer nauwgezet haar eigen jeugd en opvoeding in de kledingfabrieken in New York weergaf. Bijna thuis/Girl in Translation werd onder andere aanbevolen in The New York Times, USA Today, Entertainment Weekly, Vogue en O, The Oprah Magazine.

#### Mambo in Chinatown/ Dans met mij
Kwoks immigrantenachtergrond en haar ervaring als professioneel ballroomdanser hielpen haar haar tweede roman te schrijven, over een jonge vrouw die verscheurd werd tussen haar familieverplichtingen in een arbeidersklassegezin in Chinatown en haar ontsnapping naar de wereld van het stijldansen.
Kwoks tweede roman Mambo in Chinatown of in het Nederlands Dans met mij, werd in juni 2014 gepubliceerd. De Chicago Tribune schreef “zelden is (dit verhaal) verteld met zo veel gratie, lichtheid en humor als in deze heerlijke roman”, terwijl de Boston Herald het “een geweldig verhaal over culturele conflicten en het bereiken van je dromen” noemde.

#### Searching for Sylvie Lee/ De perfecte zus
Jean Kwok’s derde roman Searching for Sylvie Lee of in het Nederlands De perfecte zus, werd in juni 2019 uitgegeven. Deze roman gaat over een jonge Chinees-Amerikaanse vrouw die op zoek is naar haar oudere zuster welke verdwenen is tijdens een reis naar Nederland. Het was meteen een New York Times-bestseller en veroverde ook een plaats op de lijst van best verkochte boeken van: USA Today, Apple, Amazon, en meer.
Het werd gekozen als boek van de maand door Jenna Bush Hager, dochter van voormalige president George W. Bush, voor de populaire Amerikaanse televisieprogramma, The Today Show.
De New York Times Book Review schreef “Kwok’s verhaal omvat generaties en continenten, slecht taalbarrieres  en combineert gedegen speurwerk met  het warm hart dat we van deze begaafde auteur mogen verwachten.” Verder werd Kwok in de New York Times geprofileerd als “Een van de Vier schrijver om op te letten” waarbij ze commentaar gaven op het taalgebruik waarmee elk van de drie innerlijke dialogen van de verteller in hun oorspronkelijke taal, te weten Nederlands, Chinees en Engels worden gevoerd. The Washington Post noemt het: “Een ontroerend verhaal dat, hoewel aangekondigd als een mysterie, het genre overstijgt….een prachtig geschreven verhaal waarin de auteur de harde realiteit oproept van een immigrant en een vrouw in de wereld van vandaag.”
Het boek werd aanbevolen door The New York Times, The Washington Post, Time, Newsweek, CNN, The New York Post, Forbes, O, The Oprah Magazine, People, Marie Claire, Entertainment Weekly, Harper’s Bazaar en nog meer publicaties.

### Romans
- Girl in Translation/ Bijna thuis (2010)
- Mambo in Chinatown/ Dans met mij (2014)
- Searching for Sylvie Lee/ De perfecte zus (2019)

### Korte verhalen
- "Where the Gods Fly" (2011)
- "And Fire Begets Earth" (1998)
- "Disguises" (1997)

### Gedichten
- "Flawed Words and Stubborn Sounds" (2000)
- "A Translation of Schrijvende Vrouw" (2000)

### Essays
- "Our Mothers, Ourselves" (2010)
- "The Sweatshop Was My Second Home" (2010)
- "My Brother's Death has Broken Us" (2011)

### Bloemlezingen/Studieboeken
- Elements of Literature (2007)
- The NuyorAsian Anthology (1999)